# Pharaphodius zavattarii
Pharaphodius zavattarii är en skalbaggsart som beskrevs av Müller 1941. Pharaphodius zavattarii ingår i släktet Pharaphodius och familjen Aphodiidae. Inga underarter finns listade i Catalogue of Life.